# Unité urbaine de Belley
L'unité urbaine de Belley est une unité urbaine française centrée sur la ville de Belley, dixième ville du département de l'Ain.

## Données générales
En 2010, selon l'Insee, l'unité urbaine était composée de deux communes.
En 2020, à la suite d'un nouveau zonage, elle est composée des deux mêmes communes. 
En 2022, avec 10 387 habitants, elle représente la 6e unité urbaine dont la ville-centre se situe dans le département de l'Ain. Si l'on prend en compte les unités urbaines dont la ville-centre se situe hors du département, elle se situe au 8e rang.

## Composition selon la délimitation de 2020
| Nom                   | Code Insee | Département | Statut       | Superficie (km2) | Population (dernière pop. légale) | Densité (hab./km2) | Modifier                                    |
| --------------------- | ---------- | ----------- | ------------ | ---------------- | --------------------------------- | ------------------ | ------------------------------------------- |
| Belley (ville-centre) | 01034      | Ain         | ville-centre | 22,42            | 9 270 (2022)                      | 413                | modifier les données · modifier les données |
| Brens                 | 01061      | Ain         | banlieue     | 6,90             | 1 117 (2022)                      | 162                | modifier les données · modifier les données |

## Évolution démographique
| 1968  | 1975  | 1982  | 1990  | 1999  | 2008  | 2013   | 2019   |
| ----- | ----- | ----- | ----- | ----- | ----- | ------ | ------ |
| 7 391 | 7 978 | 8 456 | 8 445 | 8 735 | 9 743 | 10 109 | 10 326 |

#### Données générales
- Unité urbaine
- Aire d'attraction d'une ville
- Aire urbaine (France)
- Liste des unités urbaines de France

#### Données démographiques en rapport avec le département de l'Ain
- Démographie de l'Ain

#### Données démographiques en rapport avec l'unité urbaine de Belley
- Aire d'attraction de Belley
- Arrondissement de Belley